# Sebastian Sumelka
Bernd-Sebastian Sumelka (* 20. April 1989 in Vreden) ist ein deutscher Fußballspieler.

## Werdegang
Abwehrspieler Sumelka begann seine Karriere bei der SpVgg Vreden im westlichen Münsterland. Als Jugendlicher wechselte er in die Nachwuchsabteilung des Erstligisten FC Twente Enschede und gewann unter anderem die niederländische A-Jugend-Meisterschaft. Im Jahre 2008 rückte Sumelka in die zweite Herrenmannschaft auf. Dort übernahm er auch das Amt des Mannschaftskapitäns. Nach zwei Jahren in den Niederlanden wechselte Sumelka zum Regionalligisten 1. FC Magdeburg, für den er in 22 Spielen auflief.
Nach nur einem Jahr kehrte er in die Niederlande zurück und schloss sich dem Zweitligisten FC Oss an. Insgesamt 23 Ligaspiele absolvierte Sumelka für Oss und wurde darüber hinaus zweimal im KNVB-Pokal eingesetzt. Im Sommer 2012 wechselte er zum Regionalligisten SC Wiedenbrück 2000, wo er zum Stammspieler in der Abwehr avancierte. Mit Wiedenbrück erreichte er 2013 das Endspiel um den Westfalenpokal, das gegen Arminia Bielefeld mit 1:3 verloren ging, dennoch war man für den DFB-Pokal 2013/14 qualifiziert. Hier bezwang der SCW in der ersten Runde Fortuna Düsseldorf mit 1:0, in der zweiten Runde erzielte Sumelka das einzige Tor bei der 1:3-Niederlage gegen Sandhausen.
Im März 2015 wurde er nach einem Disput mit Trainer Alfons Beckstette suspendiert. Daraufhin wechselte Sumelka zur Saison 2015/16 zum Oberligisten SC Roland Beckum. Nach einem Jahr verließ er den Verein und ging in die Schweiz zu AS Calcio Kreuzlingen.

## Erfolge
- Niederländischer A-Jugend-Meister 2008